# Jon Krakauer
Jon Krakauer (Brookline, 12 aprile 1954) è un saggista e alpinista statunitense, conosciuto per i suoi libri riguardanti la vita all'aria aperta e l'alpinismo. Nel 2003 è entrato nel campo del giornalismo investigativo.

## Biografia

### Primi anni
Krakauer nasce a Brookline, nel Massachusetts, ma cresce a Corvallis nell'Oregon dall'età di due anni, terzo di cinque figli. Pratica tennis alla Corvallis High School dove si diploma nel 1972. Prosegue i suoi studi presso l'Hampshire College nel Massachusetts, dove nel 1976 riceve la laurea in Scienze ambientali. Nel 1977 conosce l'apprendista scalatrice Linda Mariam Moore; i due si sposano nel 1980.

### Alpinismo
Nel 1974 Krakauer fa parte di un gruppo di sette amici esploratori di cime negli Arrigetch Peaks facenti parte della Brooks Range in Alaska e viene invitato dall'American Alpine Journal a scrivere riguardo a questa esperienza. Benché Krakauer non si aspettasse di ricevere nessun compenso per questo, fu felice quando il Journal pubblicò il suo articolo. Un anno dopo la fine del college, Krakauer scala attraverso un nuovo percorso il picco Devils Thumb nella calotta Stikine, situato in Alaska, un'esperienza che descrisse in Il silenzio del vento (Eiger Dreams: Ventures Among Men and Mountains).
Nel 1975, assieme ad altri due compagni, effettua la seconda ascesa del Moose's Tooth, cima molto difficile nella catena dell'Alaska. Krakauer è altresì famoso per aver scalato il versante occidentale del Cerro Torre nelle Ande in Patagonia nel 1992, considerato una delle cime più difficili del mondo. Infine, Krakauer è stato uno dei sopravvissuti di una spedizione commerciale che ha scalato l'Everest il 10 maggio 1996. Da questa terribile esperienza nasceranno il libro Aria sottile nel 1998 e il film Everest nel 2015.

### Articoli giornalistici
Gran parte della popolarità come scrittore è dovuta all'attività di giornalista che svolse presso l'Outside magazine. Nel novembre 1983, abbandonò il lavoro part time di pescatore e carpentiere per diventare uno scrittore a tempo pieno. La sua attività di giornalista freelance riguarda vari campi; per esempio, scrisse una colonna mensile di fitness per Playboy, in aggiunta ai suoi molti lavori riguardanti l'alpinismo. I suoi articoli apparvero anche nei giornali Smithsonian, National Geographic Magazine, Rolling Stone, e Architectural Digest.

### Bestseller di saggistica
Il bestseller Nelle terre estreme venne pubblicato nel 1996 e assicurò a Krakauer una reputazione come notevole scrittore di avventure. Il libro racconta la storia vera di Christopher McCandless, un ragazzo di famiglia benestante della costa occidentale che, dopo essersi diplomato al college, dona tutto il denaro che ha nel conto corrente in beneficenza, cambia il suo nome in Alexander Supertramp, e diventa un viaggiatore nell'America occidentale. Due anni dopo McCandless viene trovato morto nelle regioni selvagge dell'Alaska. Nel libro, Krakauer traccia parallelismi tra la sua esperienza e le sue motivazioni e quelle di McCandless. Krakauer racconta anche la storia di Everett Ruess, un giovane artista e vagabondo che sparì nel deserto dell'Utah nel 1934 all'età di vent'anni. Da Nelle terre estreme è stato tratto il film Into the Wild - Nelle terre selvagge, diretto da Sean Penn, uscito nelle sale americane nel 2007 e in quelle italiane il 25 gennaio 2008.
Nel maggio 1996, per conto della rivista Outside, Krakauer è in uno dei quattro gruppi di cacciatori di vette dell'Everest che ebbero delle perdite umane nella tragedia dell'Everest del 1996. Il suo articolo si focalizza su due gruppi: quello a cui apparteneva, condotto da Rob Hall, e quello condotto da Scott Fischer. Entrambi avevano già guidato con successo escursioni sulla vetta, ma avevano riscontrato difficoltà nella discesa. La tempesta, e, secondo il suo giudizio, le scelte irresponsabili delle guide di entrambi i gruppi, portarono a una serie di morti, incluse quelle delle guide di testa.
Krakauer ricevette molte critiche da parte degli altri alpinisti dovute al suo resoconto sulla scalata all'Everest. Alcuni alpinisti della spedizione non videro la sciagura nella stessa maniera presentata da Krakauer nel suo articolo. Successivamente Krakauer ritenne che il suo articolo non coprisse accuratamente l'intero evento, rendendolo - di fatto - un riassunto, e perciò nel 1997 espanse l'articolo (che era stato pubblicato su Outside nel settembre 1996) nel suo lavoro più conosciuto, Aria sottile (Into Thin Air), il quale descrive le esperienze dei gruppi e lo stato generale dell'arrampicata sull'Everest in quel periodo. Con quest'opera ottenne il primo posto nella lista dei bestseller di saggistica del New York Times e fu tra i tre libri finalisti in lizza per la sezione saggistica del Premio Pulitzer nel 1998. Per il risultato delle sue opere concernenti il richiamo all'aria aperta, Krakauer ricevette un Academy Award in letteratura dall'American Academy of Arts and Letters nel 1999.
Nel 2003 In nome del cielo (Under the Banner of Heaven: A Story of Violent Faith) fa diventare Krakauer il terzo scrittore bestseller della saggistica. Il libro esamina gli estremismi del credo religioso, in particolare i rami cadetti del fondamentalismo mormone. Nello specifico, Krakauer analizza la pratica della poligamia tra i FLDS (Fundamentalist Church of Jesus Christ of Latter-Day Saints, dei fondamentalisti mormoni) e la colloca nel contesto della storia della religione mormone nella sua interezza. Gran parte del libro si sofferma sui fratelli Lafferty, che commisero un omicidio in nome della loro fede fondamentalista. Dal 2004 è curatore della serie Esplorazioni della serie Modern Library (della Random House).

### Critiche
Gli altri membri della spedizione descritti in Aria sottile hanno mosso obiezioni sulla sua caratterizzazione degli eventi. Anatolij Bukreev, una delle guide, scrisse il libro The Climb (usando giornali originali e diari) per confutare la versione di Krakauer dell'arrampicata sull'Everest del 1996 e affermò fino al giorno della morte della guida che Aria sottile è un resoconto distorto.
La Chiesa di Gesù Cristo dei santi degli ultimi giorni ha criticato il suo libro In nome del cielo, affermando che "questo non è un libro di storia e Krakauer non è uno storico. È un novelliere che elimina dei dettagli per far sembrare bella la sua storia. La sua tesi principale sembra essere che le persone religiose sono irrazionali e che le persone irrazionali fanno cose strane." La Chiesa Mormone ha fornito al Boston Globe, al Wall Street Journal e al Christian Science Monitor delle recensioni del libro che lo descrivono come "ingannevole" o peggio.
Come risposta, Krakauer ha citato l'opinione dello storico D. Michael Quinn, il quale ha scritto che "la tragica realtà è che ci sono state occasioni in cui i leader della Chiesa, gli insegnanti e gli scrittori non hanno detto la verità a loro conoscenza circa le difficoltà del passato dei Mormoni, ma hanno offerto invece un miscuglio di banalità, mezze verità, omissioni e smentite apparentemente oneste." Krakauer ha scritto di "trovarsi a condividere il punto di vista del Dr. Quinn."

## Opere
- Il silenzio del vento (Eiger Dreams: Ventures Among Men and Mountains, 1990), traduzione di P. Ferrari, Collana Exploits, Milano, Corbaccio, 1999, ISBN 88-7972-318-9.
- Nelle terre estreme. Storia di una fuga dalla civiltà (Into the Wild, 1996), trad. L. Ferrari e S. Zung, Collana Saggi stranieri, Milano, Rizzoli, 1997, ISBN 88-17-84517-5.
- Aria sottile (Into Thin Air, 1997)       Strumenti di ricerca

Ricerche correlate
- sviluppato a partire dall'articolo originale apparso su Outside Online) Corbaccio, 1998 ISBN 88-7972-268-9.
- In nome del cielo. Una storia di fede violenta (Under the Banner of Heaven: A Story of Violent Faith, 2003), traduzione di M. Frassi, Collana Saggi, Milano, Corbaccio, 2003, ISBN 88-7972-603-X.
- Dove gli uomini diventano eroi (Where Men Win Glory: The Odyssey of Pat Tillman, 2009), traduzione di M. Sartori, Collana Exploits, Corbaccio, 2010, ISBN 978-88-6380-061-6.
- Senza consenso (Missoula: Rape and the Justice System in a College Town, 2015), traduzione di S. Pezzani, Collana Saggi, Milano, Corbaccio, 2016, ISBN 978-88-6700-095-1.
- Estremi. Dall'Everest al Pacifico: avventure di uomini straordinari, Collana Exploits, Milano, Corbaccio, 2018, ISBN 978-88-670-0469-0.

## Adattamenti cinematografici e televisivi
- Into the Wild - Nelle terre selvagge, regia di Sean Penn (2007) - tratto da Nelle terre estreme
- In nome del cielo, serie televisiva distribuita distribuita da Hulu (2022) - tratta da In nome del cielo. Una storia di fede violenta